# Læring og Medier
Læring og Medier (LOM) er et dansk videnskabeligt tidsskrift.
Det er et online, open-access og fagfællebedømt tidsskrift der udgiver "videnskabelige artikler om anvendelse af it og digitale medier til læring, undervisning og kompetenceudvikling".
I redaktionsgruppen er blandt andre Christian Dalsgaard, Inger-Marie Falgren Christensen og Lillian Buus.
Dets første nummer blev udgivet i 2008 og det var da en fortsættelse af Tidsskrift for Universiteternes Efter- og Videreuddannelse.
Tidsskriftet er tilgængelig fra tidsskrift.dk-platformen.
Tidsskriftet accepterer artikler på dansk, norsk, svensk eller engelsk.
Langt hovedparten er på dansk, 
noget færre på engelsk,
mens ikke-danske nordiske artikler er sjældne.
Ved tiårsjubilæuet i 2020 fandt en optælling at tidsskriftet havde udgivet 253 artikler og modtaget 465 kildehenvisninger.
Det gav en impact factor på 1,838 og et h-indeks på 8.
Den mest citerede artikel var "Design-Based Research – introduktion til en forskningsmetode i udvikling af nye E-læringskoncepter og didaktisk design medieret af digitale teknologier" med 37 modtagne kildehenvisninger.